# Thomas Beecham
Thomas Beecham (29. dubna 1879, St Helens – 8. března 1961, Londýn) byl anglický dirigent.

## Život
Thomas Beecham se narodil v bohaté průmyslnické rodině. Vystudoval na Wadham College na Oxfordské univerzitě. Začínal jako klavírista, v roce 1899 začal kariéru dirigenta. Rodinné bohatství využil k financování opery v Covent Garden, od roku 1910 až do začátku druhé světové války ji řídil a uvedl v ní řadu britských premiér děl Richarda Strausse. Se svým mladším kolegou Malcolmem Sargentem založil v roce 1932 Londýnský filharmonický orchestr. Ve čtyřicátých letech pracoval tři roky ve Spojených státech, kde byl hudebním ředitelem Seattle Symphony a dirigoval v Metropolitní opeře. Roku 1946 založil Royal Philharmonic Orchestra a až do roku 1961 byl jeho šéfdirigentem.